# Hino da Região Autónoma da Madeira
O Hino da Região Autónoma da Madeira é o hino oficial da Região Autónoma da Madeira, território integrante de Portugal. É um dos símbolos oficiais daquela região autónoma, juntamente com a bandeira, o brasão e o selo. O hino data de 1980, tendo sido instaurado com o Decreto Regional n.º 11/80/M. Tem letra de Ornelas Teixeira e música de João Victor Costa.

## Letra
| I Do vale à montanha e do mar à serra, Teu povo humilde, estóico e valente Entre a rocha dura te lavrou a terra, Para lançar, do pão, a semente: II Herói do trabalho na montanha agreste, Que se fez ao mar em vagas procelosas: Os louros da vitória, em tuas mãos calosas Foram a herança que a teus filhos deste. CORO Por esse Mundo além Madeira teu nome continua Em teus filhos saudosos Que além fronteiras De ti se mostram orgulhosos. Por esse Mundo além, Madeira, honraremos tua história Na senda do trabalho Nós lutaremos Alcançaremos Teu bem-estar e glória. |